# What Now
«What Now»  —en español: Ahora que — es una canción interpretada por la cantante barbadense Rihanna incluida en su séptimo álbum de estudio, Unapologetic (2012). Fue compuesto por Olivia Waithe y Rihanna junto a los productores de la canción, Parker Ighile y Nathan Cassells. Fue difundida en las radios rítmicas en los Estados Unidos el 24 de septiembre de 2013, antes de sonar en las radios convencionales a partir del 1 de octubre de 2013, como el sexto sencillo de Unapologetic. Una colección de remezclas fue lanzada exclusivamente para Beatport el 29 de agosto de 2013 y luego tuvo su edición a través de iTunes, Amazon, Google Play el 17 de septiembre de 2013, respectivamente.
La canción es una balada de piano a medio tiempo que incorpora sonidos que se asemejan a «bombas sónicas» durante el estribillo. Ha recibido críticas generalmente positivas, con muchos críticos coincidiendo que es una de las canciones más emotivas en el álbum y elogiaron la voz de Rihanna. Su letra está prácticamente basada en el desamor, en la que denota la desesperación y la tristeza de una persona que está completamente desorientada y sin rumbo perdida en el camino de la vida.
Para promocionar la canción, Rihanna la interpretó en el programa televisivo Alan Carr: Chatty Man, y además está incluida en la lista de canciones de su gira musical Diamonds World Tour (2013). Jeff Nicholas, Jonathan Craven, y Darren Craig de la compañía Uprising Creativity estuvieron a cargo del video musical de la canción. En él muestra a Rihanna en medio de una «crisis emocional» retorciéndose en determinadas partes de la canción, como si estuviera exorcizada. Los críticos elogiaron el vídeo y lo compararon con el video de la canción de 2008, «Disturbia» de Rihanna. Luego del lanzamiento del video, en los Estados Unidos alcanzó el número 25 del Billboard Hot 100 y obtuvo la primera ubicación en el Hot Dance Club Songs de Billboard.

## Lista de canciones
| Remezclas digitales |            |                           |          |  |
| N.º                 | Título     | Versión                   | Duración |  |
| 1.                  | «What Now» | Firebeatz Remix           | 5:03     |  |
| 2.                  | «What Now» | Firebeatz Radio Edit      | 3:15     |  |
| 3.                  | «What Now» | Firebeatz Instrumental    | 5:03     |  |
| 4.                  | «What Now» | R3hab Remix               | 4:51     |  |
| 5.                  | «What Now» | R3hab Edit                | 3:24     |  |
| 6.                  | «What Now» | R3hab Instrumental        | 4:51     |  |
| 7.                  | «What Now» | Guy Scheiman Club Mix     | 7:04     |  |
| 8.                  | «What Now» | Guy Scheiman Radio Edit   | 4:03     |  |
| 9.                  | «What Now» | Guy Scheiman Mixshow Edit | 4:29     |  |
| 10.                 | «What Now» | Guy Scheiman Dub          | 7:04     |  |

| Remixes digitales (Parte 2) |            |                         |          |  |
| N.º                         | Título     | Versión                 | Duración |  |
| 1.                          | «What Now» | R3hab Trapped Out Remix | 3:33     |  |
| 2.                          | «What Now» | Reflex Extended         | 3:34     |  |
| 3.                          | «What Now» | Reflex Radio Edit       | 3:03     |  |

## Créditos y personal
Grabación y mezcla
- Grabado en los estudios Metropolis, Londres, Reino Unido.
- Las voces fueron grabados en Westlake Recording Studios, Los Ángeles, California; mezclado en Ninja Club Studios, Atlanta, Georgia.

Personal
| - Composición – Olivia Waithe, Robyn Fenty, Parker Ighile, Nathan Cassells. - Producción – Ighile, Cassells. - Grabación – Ighile, Cassells. - Asistente de grabación – Blake Mares, Robert Cohen. - Producción Vocal – Kuk Harrell, Marcos Tovar. | - Grabación Vocal – Kuk Harrell. - Asistente de Ingeniería – Daniela Rivera - Mixing – Phil Tan - Asistente de mezcla – Daniela Rivera - Instrumentación – Ighile, Cassells |

Créditos adaptación de las notas de grabaciones de Unapologetic, Def Jam, SRP.

## Posicionamiento en listas y certificaciones
| País           | Lista (2012–13)             | Mejor posición | Ref.   |
| -------------- | --------------------------- | -------------- | ------ |
| Alemania       | Media Control AG            | 49             | [ 8 ]  |
| Australia      | ARIA Charts                 | 21             | [ 8 ]  |
| Bélgica        | Ultratip flamenca           | 3              | [ 8 ]  |
| Bélgica        | Ultratip valona             | 8              | [ 8 ]  |
| Brasil         | Hot 100 Airplay             | 46             | [ 9 ]  |
| Canadá         | Canadian Hot 100            | 30             | [ 10 ] |
| Estados Unidos | Billboard Hot 100           | 25             | [ 11 ] |
| Estados Unidos | Dance Club Play Songs       | 1              | [ 12 ] |
| Estados Unidos | Pop Songs                   | 21             | [ 13 ] |
| Francia        | SNEP Charts                 | 52             | [ 8 ]  |
| Irlanda        | Irish Singles Chart         | 21             | [ 14 ] |
| Nueva Zelanda  | RIANZ Charts                | 13             | [ 8 ]  |
| Países Bajos   | Dutch Top 40                | 24             | [ 15 ] |
| Reino Unido    | The Official Charts Company | 69             | [ 16 ] |
| Reino Unido    | UK R&B Chart                | 10             | [ 17 ] |

| País           | Organismo certificador | Certificación | Ventas    | Ref.   |
| -------------- | ---------------------- | ------------- | --------- | ------ |
| Australia      | ARIA                   | Platino       | 70 000    | [ 18 ] |
| Dinamarca      | IFPI — Dinamarca       | Oro           | 15 000    | [ 19 ] |
| Estados Unidos | RIAA                   | Platino       | 1 000 000 | [ 20 ] |
| Reino Unido    | BPI                    | Plata         | 200 000   | [ 21 ] |
| Suecia         | IFPI — Suecia          | Platino       | 40 000    | [ 22 ] |
| Venezuela      | APFV                   | Oro           | 5 000     | [ 23 ] |

#### Sucesión en listas
| Anterior: «Flashing Lights» de Havana Brown | Billboard Dance Club Songs — Sencillo Nro 1 16 de noviembre de 2013 — 23 de noviembre de 2013 | Siguiente: «Electricity & Drums (Bad Boy)» de Audé con Akon & Luciana |